# Jinja

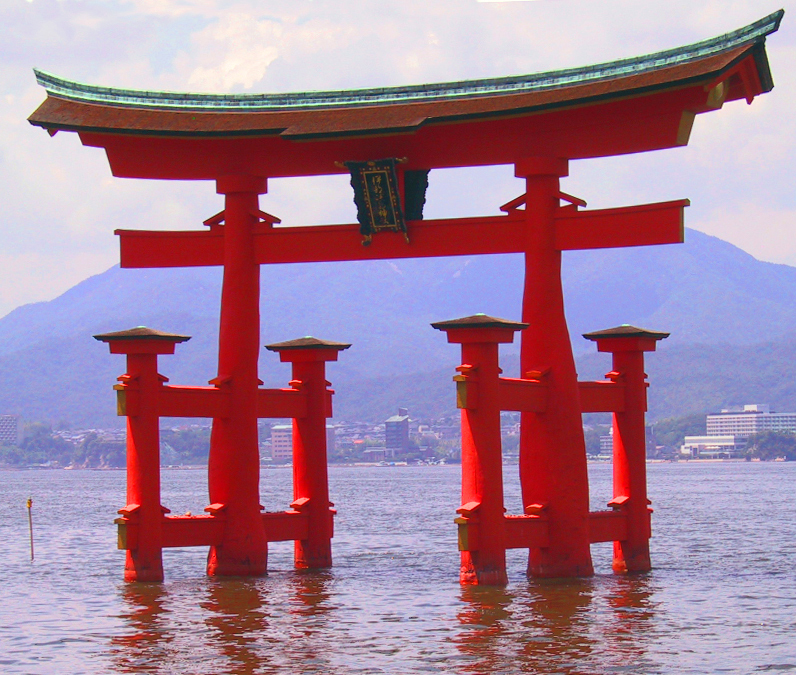
Un torii es una puerta que conduce a un jinja. Este se encuentra en el mar frente al santuario Itsukushima.

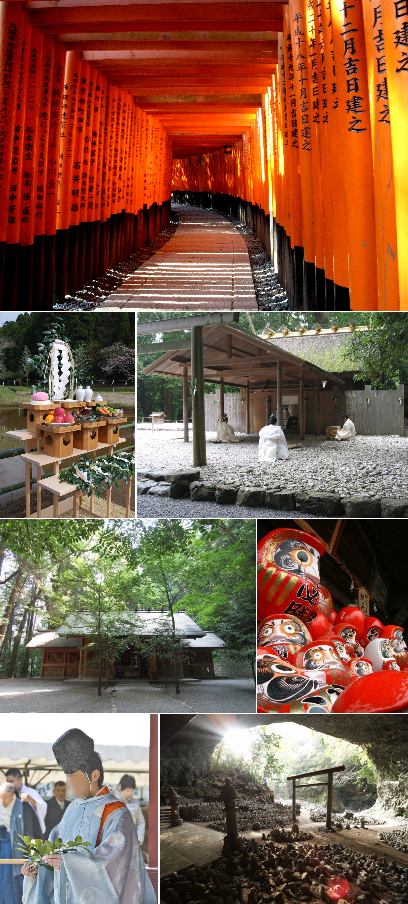

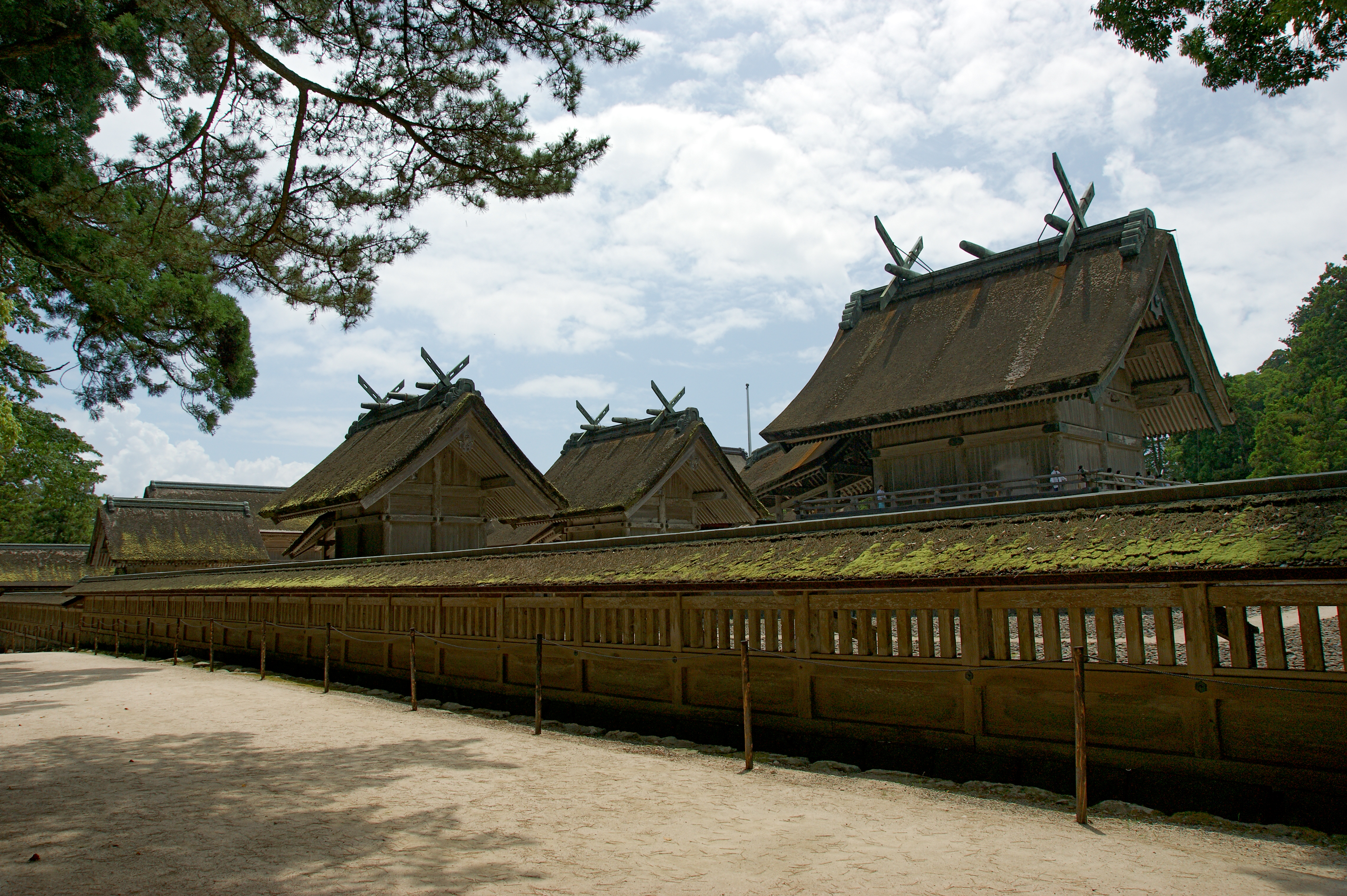
Izumo Taisha, supuestamente construido en tiempos míticos y situado en Izumo, prefectura de Shimane.

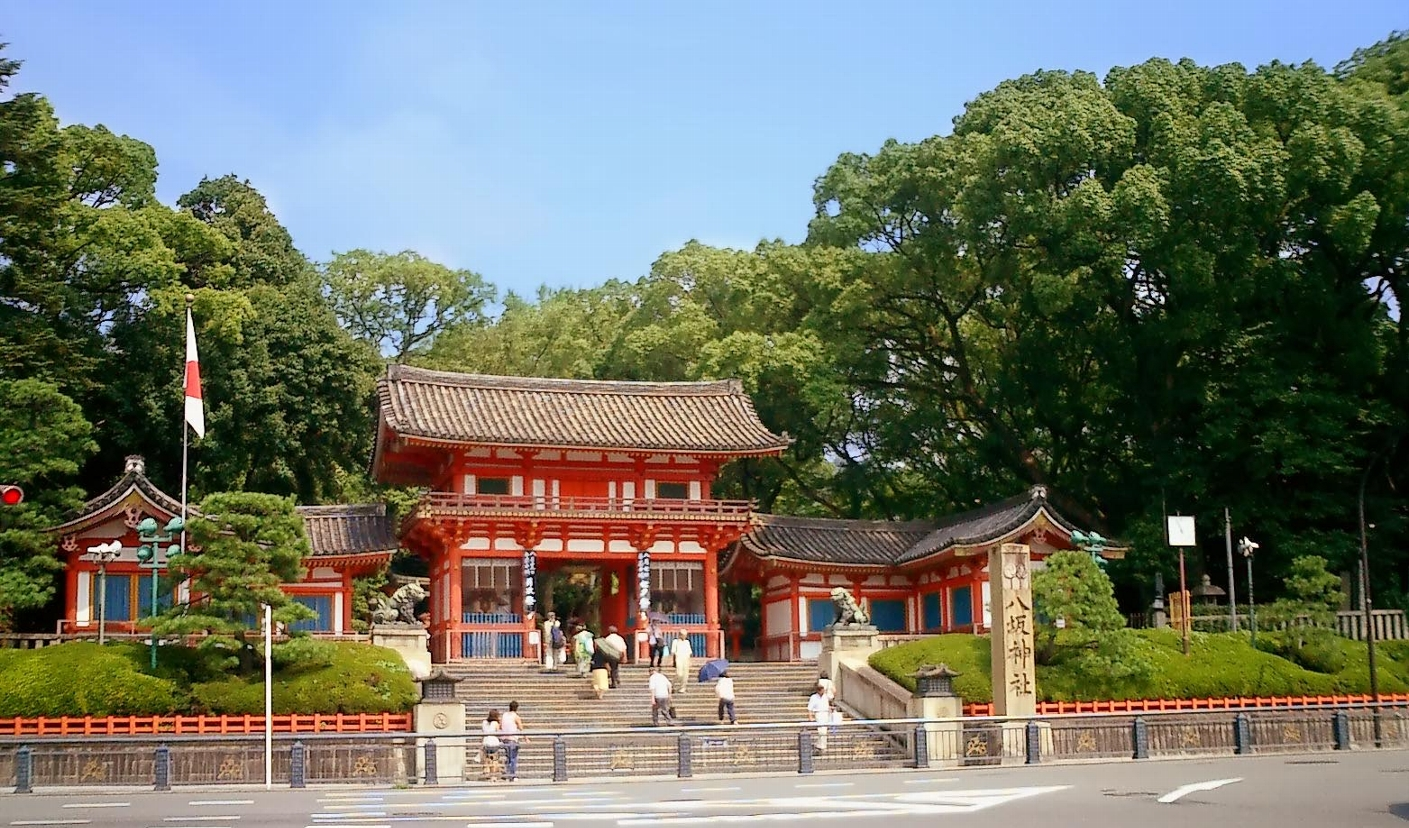
Santuario Yasaka, del Período Asuka, situado en la Prefectura de Kioto.

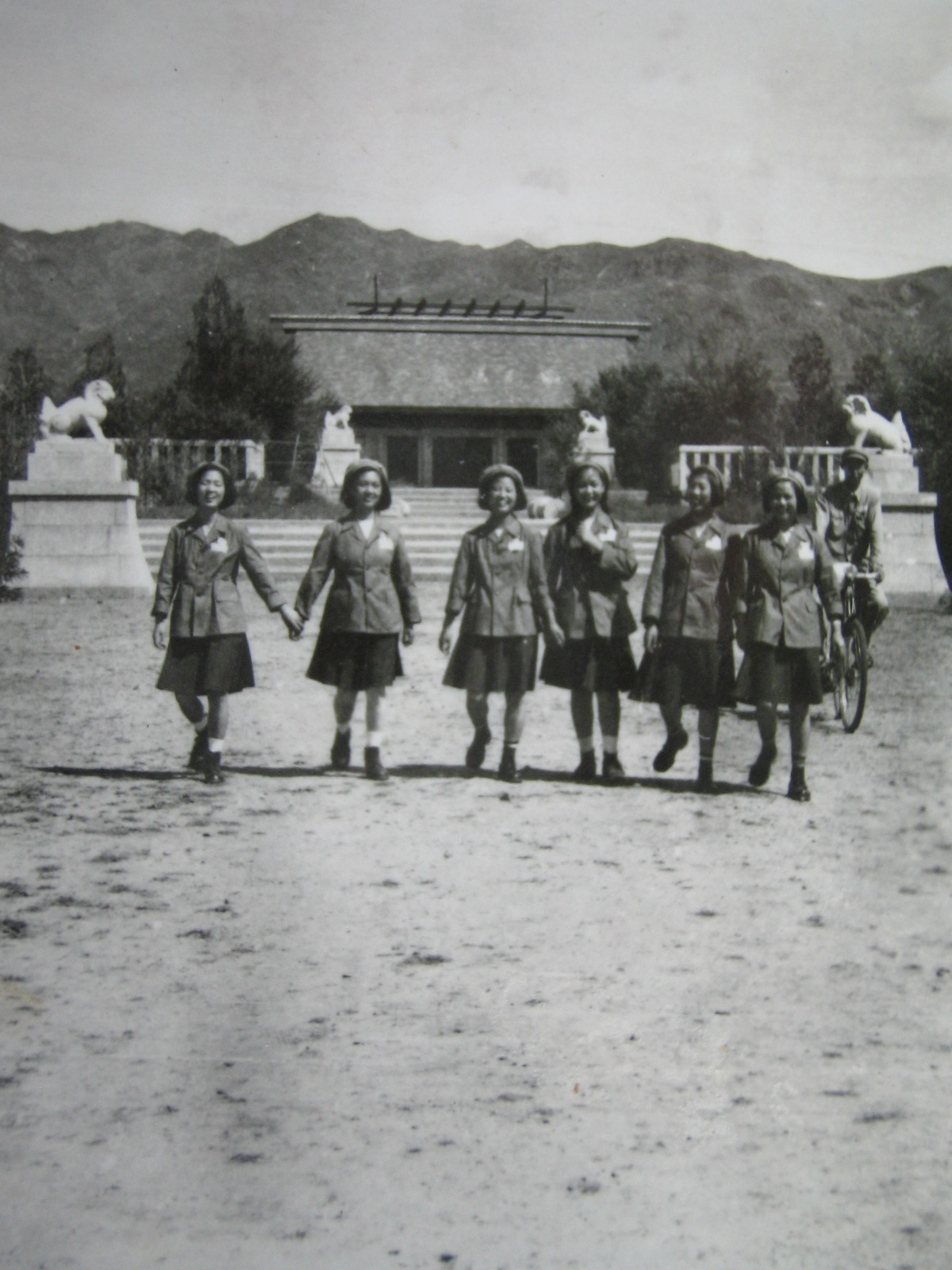
Santuario abandonado de Mengjiang, Hebei, China. Foto tomada en 1952; el emplazamiento original se convirtió en un parque.

Un jinja (神社?), a veces también llamado yashiro (社?), es un santuario sintoísta o el área natural que le rodea. Informalmente, al jinja se refiere a veces a las edificaciones de un santuario. A diferencia de las iglesias y mezquitas, tradicionalmente un jinja no posee características de una capilla o un lugar para la predicación; su único propósito es para consagrar y realizar cultos a un kami o deidad sintoísta (aunque también un espíritu o el alma de un fallecido puede ser considerado kami). En los siglos recientes, especialmente los kami más importantes han sido santificados a través de Japón.
La palabra jinja ha sido usada de manera oficial en Japón desde 1882 (por la Ley de clasificación de organizaciones sintoístas). Existen alrededor de 80 000 a 100 000 jinja registrados en Japón (el número menor indica los "jinja combinados"), aunque el número real puede ser mucho mayor (debido a que existen santuarios muy pequeños o ya no son administrados). Los jinja se autofinancian a través de donaciones y asociados con las municipalidades.
Los santuarios en miniatura llamados hokora ocasionalmente pueden encontrarse en las carreteras, dentro de santuarios grandes llamados (sessha (摂社) o massha (末社)) o también ser santuarios portátiles (mikoshi) que se llevan durante los festivales.
En Japón se estima que existen cerca de 100 000 jinja.

## Historia

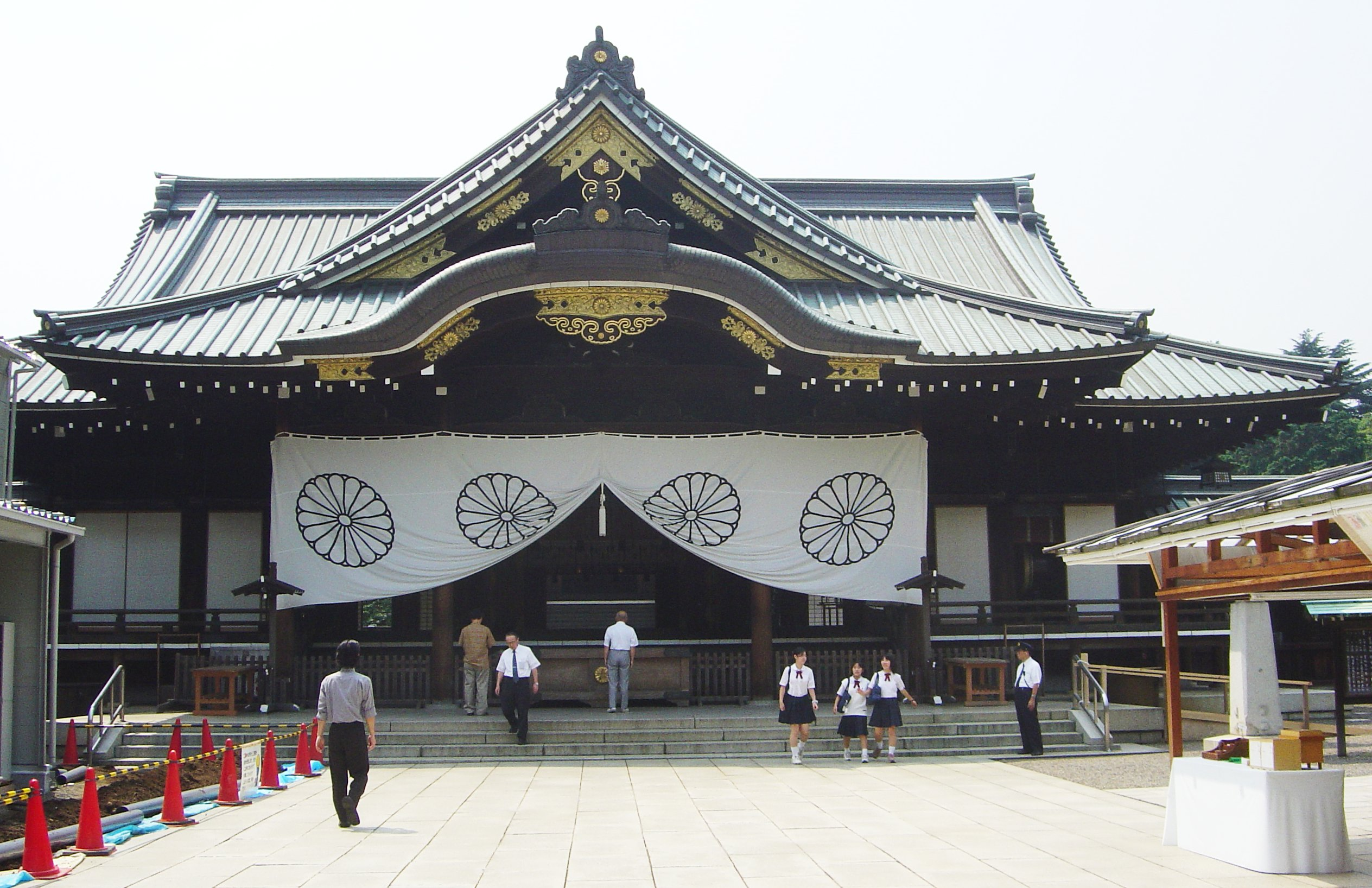
El santuario Yasukuni es una de las jinja más polémicas, ya que se le rinde admiración a los soldados japoneses muertos en combate.

Tradicionalmente la existencia de las jinja en la historia japonesa surge con la aparición del emperador Jinmu, primer emperador de Japón. La aparición de las jinja como un tipo de arquitectura religiosa independiente puede ser atribuido históricamente en tres teorías:
- Las formas más tempranas de culto sintoísta o de las religiones más antiguas de Japón, tenían sus lugares para el culto de los kami, particularmente en densos bosques llamados himorogi (lugares donde los árboles crecen densamente"). Si es cierto que los árboles funcionaban como improvisados santuarios naturales, las generaciones posteriores precisaron de hacer lugares creados por el hombre. Con este suceso, dichos lugares fueron inicialmente piedras sagradas que marcaban el sitio (iwasaka) y posteriormente evolucionaron con la edificación de estos puntos hasta llegar a los santuarios actuales.
- Otra teoría indica que las jinja se desarrollaron a partir de las tumbas de los héroes japoneses, que eran muy admirados. En el Antiguo Japón, se desarrolló una relación típica donde todos los fenómenos estaban conectados con la muerte, y que se sincretizó hasta la actualidad en el sintoísmo. Por ejemplo, con la muerte del legendario kami Izanagi, llevó a la admiración de este en un sitio llamado Kakure no miya (Santuario de los muertos). El culto a los ancestros, es una de las características más sustanciales del sintoísmo y que originó al desarrollo de los lugares religiosos.
- De igual manera cuando el budismo llegó a Japón en el siglo VII, el sintoísmo tuvo que rediseñar sus lugares de culto por lugares más armoniosos como palacios y residencias de la aristocracia japonesa como lugares religiosos.